# Thecla valentina
Thecla valentina är en fjärilsart som beskrevs av Berg 1896. Thecla valentina ingår i släktet Thecla och familjen juvelvingar. Inga underarter finns listade i Catalogue of Life.